# Дуслик
Дусли́к (рос. Дуслык, башк. Дуҫлыҡ) — село (в минулому селище) у складі Туймазинського району Башкортостану, Росія. Адміністративний центр Гафуровської сільської ради.
Населення — 2145 осіб (2010; 1903 у 2002).
Національний склад:
- башкири — 53 %